# Far de Makkaur
El Far de Makkaur (noruec: Makkaur fyr) és un far costaner situat a la costa nord de la península de Varanger, al municipi de Båtsfjord, al comtat de Finnmark, Noruega. El far va ser establert el 1928, destruït durant la Segona Guerra Mundial, i més tard reconstruït. El far va ser catalogat com un lloc protegit el 1998.
Fa 12 metres d'altura, és blanc, quadrat, i té torre de formigó amb un top vermell on es troba la llum. La llum del far emet dos centelleigs blancs cada 20 segons a una altura de 39 metres sobre el nivell del mar. La llum pot ser vista durant un màxim de 17,6 milles nàutiques (32,6 km). La llum està encesa del 12 d'agost fins al 24 d'abril de cada any, surt durant l'estiu a causa del sol de mitjanit. Hi havia una sirena de boira activa operativa al lloc des del 1922 fins al 1989. El lloc és només accessible amb vaixell. El far va ser automatitzat el 2005.